# Мікродрук
Мікродрук — це створення впізнаваних візерунків або символів на друкованому носії в масштабі, який зазвичай вимагає збільшення для читання неозброєним оком. Для нього текст може виглядати як суцільна лінія. Спроби відтворення методами фотокопіювання, сканування зображень або пантографа зазвичай призводять до появи пунктирних або суцільних ліній, якщо тільки метод відтворення не дозволяє ідентифікувати та відтворити візерунки в такому масштабі. Мікропринт переважно використовується як метод боротьби з підробками через те, що його неможливо легко відтворити за допомогою поширених цифрових методів.
Мікрофотографія передувала мікропринту, проте останній отримав значний імпульс завдяки Альберту Боні  в 1934 році. Його натхненням став його друг, письменник і редактор Мануель Комрофф, який проводив експерименти щодо збільшення фотографій. Боні зрозумів, що, якщо замість збільшення фотографій зменшити їх, ця технологія може дозволити видавництвам і бібліотекам отримувати більше інформації за менше споживання матеріалів і місця для зберігання.

Протягом наступного десятиліття Боні працював над розробкою мікропринту — процесу мікроопакування, в якому сторінки фотографувалися за допомогою 35-міліметрового мікрофільму і друкувалися на картках за допомогою офсетного літографування (згідно з патентами США 2260551A і США 2260552A). Цей процес призводив до створення індексної картки розміром 6" на 9", на якій можна було зберегти 100 сторінок тексту зі звичайних видань. Боні заснував компанію «Readex Microprint» для виробництва цієї технології та видачі ліцензій на неї. Крім того, він опублікував статтю «Посібник з літератури з фотографії та суміжних питань» (1943), яка з'явилася як додаток до 18-го номеру журналу «Photo-Lab Index» .
- Мікродрук на гривнях

## Виробництво

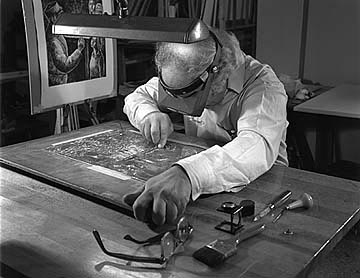
Підготовка літографської друкарської форми

Мікродрук найменшого масштабу виготовляється тільки вручну з використанням гравірованих офсетних друкарських форм або іншим методом інталіо.

MICR

Цифрові принтери для друку мікротексту використовують спеціально розроблені шрифти та чорнило для цієї мети. Найчастіше використовуються частинки тонера MICR (Magnetic Ink Character Recognition — магнітне розпізнавання символів), але також можуть використовуватися тонера на основі поліестеру і стирол-акрилатного полімеру. Чорнило не обмежується лише відтінками сірого, але може також використовувати кольорові тоніки або навіть більш спеціалізовані тоніки, що містять барвники, чутливі до ультрафіолетового або інфрачервоного випромінювання, які флюоресціюють під впливом цих випромінювань .